# 市川男女之助
市川 男女之助（いちかわ おめのすけ、本名：河島 武雄（かわしま たけお）1912年2月17日 - 1992年5月6日）は、日本の俳優である。テレビ「暴れん坊将軍」などに出演。社団法人映像コンテンツ権利処理機構においては不明権利者とされている。

## 出演作品

### 映画
- 海道百里 石田民三監督 1936年
- 兒雷也 山内英三監督 1937年 新興キネマ(太秦)
- 猿飛旅日記 堀田正彦監督 1937年
- 有馬猫 木藤茂監督 1937年 新興キネマ(京都)
- 柳生二蓋笠 仁科紀彦監督 1938年 新興キネマ(太秦)
- 勤王田舎侍 野淵昶監督 1937年 新興キネマ
- 吉田御殿 野淵昶監督 1937年 新興キネマ
- 薩摩飛脚 伊藤大輔監督 1938年 新興キネマ(京都)
- お洒落狂女 1938年
- 女郎蜘蛛 木藤茂監督 1938年
- 鬼あざみ 森一生監督 1939年 新興キネマ(京都)
- 妻恋信州城 吉田信三監督 1939年
- 左甚五郎 吉田信三監督 1939年
- 吉野勤王党 1939年
- 娘義太夫 野淵昶監督 1939年 新興キネマ
- 千両役者 吉田信三監督 1940年
- 女人峠 野淵昶監督 1940年 新興キネマ
- 明治の女 野淵昶監督 1940年 新興キネマ
- 夫婦二世 野淵昶監督 1940年 新興キネマ
- 城を守る少年 加戸敏監督 1941年 新興キネマ(太秦)
- 花嫁隠密	仁科紀彦監督 1941年 新興キネマ(京都)
- 羅生門 吉田信三監督 1941年  新興キネマ
- 愛の砲術 野淵昶監督 1941年 新興キネマ
- 狙われた女 森一生監督 1948年 大映
- 山を飛ぶ花笠 伊藤大輔監督 1949年 大映(京都)
- 旗本退屈男捕物控 七人の花嫁 松田定次監督 1950年 東横映画(京都)
- 剣難女難 第一部 女心流転の巻 加藤泰監督 1951年 新東宝
- 剣難女難 第二部 剣光流星の巻 加藤泰監督 1951年 新東宝
- 十六文からす堂 千人悲願 萩原章監督 1951年 宝プロダクション
- 阿修羅龍鬼隊 玄海灘の怒涛篇 近藤勝彦監督 1951年 九州映画
- 銭形平次 森一生監督 1951年 大映(京都)
- すっ飛び駕 マキノ雅弘監督 1952年 大映
- 修羅城秘聞 双龍の巻 衣笠貞之助監督 1952年 大映(京都)
- 天草秘聞 南蛮頭巾 丸根賛太郎監督 1952年 宝プロダクション
- 振袖狂女 安田公義監督	1952年 大映
- 清水港は鬼より怖い 加藤泰監督 1952年 宝プロダクション
- 赤穂城 萩原遼監督 1952年 東映(京都)
- ひよどり草紙 加藤泰監督 1952年 宝プロダクション
- 地獄門 衣笠貞之助監督 1953年 大映(京都)
- 千姫 木村惠吾監督	1954年 大映
- 此村大吉 マキノ雅弘監督 1954年 大映
- 花の三度笠 田坂勝彦監督 1954年 大映(京都)
- 花の長脇差 衣笠貞之助監督	1954年 大映
- 投げ唄左門二番手柄 釣天井の佝僂男 1954年
- 忍術児雷也 萩原遼監督 1955年 新東宝
- 逆襲大蛇丸 加藤泰監督 1955年 新東宝
- 勢ぞろい 喧嘩若衆 佐伯清監督	1955年 東映(京都)
- 荒海に挑む男一匹 紀の国屋文左衛門 渡辺邦男監督 1959年	松竹(京都)
- 武器なき斗い 山本薩夫監督 1960年 大東映画
- 柳生旅日記 龍虎活殺剣 萩原遼監督 1960年 松竹(京都)
- 旗本愚連隊 1960年、松竹
- 妻あり子あり友ありて 井上梅次監督 1961年	松竹(京都)
- お吟さま 田中絹代監督	1962年 文芸プロダクションにんじんくらぶ
- いも侍・蟹右衛門 松野宏軌監督	1964年 松竹(京都)
- コレラの城 菊池靖監督 1964年 松竹(京都)
- 暗殺 篠田正浩監督	1964年 松竹(京都)
- 続大奥(秘)物語 中島貞夫監督 1967年 東映
- 戦後最大の賭場 山下耕作監督 1969年 東映
- 炎のごとく 加藤泰監督 1981年 大和新社

### テレビ
- 人間水域（1964年7月6日-10月23日、ABC / 松竹）
- 新吾十番勝負 第6話「天下を斬る男」（1966年、TBS / 松竹テレビ室）- 近藤采女
- 素浪人 花山大吉
  - 第7話「自分で自分を探していた」（1969年2月15日）-八州見回り
  - 第89話「人質の方がいばっていた」（1970年9月12日）-商人
- 水戸黄門（TBS / C.A.L）
  - 第1部
    - 第6話「暁を駆ける -藤枝宿-」（1969年9月8日）- 和尚
    - 第31話「乱斗 鷹ノ巣峠 -忍-」（1970年3月2日）- 脇坂民部

  - 第2部
    - 第4話「漆三代 -会津若松-」（1970年10月19日）- 堀川甲斐
    - 第32話「小太刀の女 -久留米-」（1971年5月3日）- 有馬光房

  - 第3部
    - 第6話「仇討ち姉弟 -藤枝-」（1972年1月3日）- 太田備中守
    - 第22話「消えた姫君 -下関-」（1972年4月24日）- 増田頼母

  - 第4部
    - 第25話「狙われた弥七 -仙台-」（1973年7月9日）- 山崎屋由兵衛
    - 第32話「からくり異聞 -宇都宮-」（1973年8月27日）-戸田忠世

  - 第6部
    - 第30話「希望の灯 -成田-」（1975年10月20日）-茶店の親爺

  - 第7部
    - 第1話「水戸から消えた黄門さま ‐水戸・白河- 」 - 医者
    - 第14話「八兵衛殿様五万石 -横手-」（1976年8月23日）-横手屋善右衛門

  - 第8部
    - 第4話「黄門さまに似た男 -沼津-」（1977年8月8日）-名主
    - 第26話「うぐいす春風剣 -中津-」（1978年1月9日）-重役

  - 第9部
    - 第7話「裁かれたジャジャ馬姫 -盛岡-」（1978年9月18日）-名主

  - 第10部
    - 第9話「三人の無法者 -新城-」（1979年10月8日）-久助
    - 第23話「めざす敵はお殿様 -高遠-」（1980年1月21日）-伊那屋茂兵衛

  - 第12部
    - 第13話「御老公を爆殺せよ! -高松-」（1981年11月23日）-名主

  - 第14部
    - 第7話「無法裁いた孤独の十手 -花巻-」（1983年12月12日）-助役

  - 第15部
    - 第4話「悪計暴いた身代り花嫁 -大洲-」（1985年2月18日）-村長
    - 第15話「願い叶えた鯉のぼり -大竹-」（1985年5月6日） - 三倉屋文治

  - 第16部 第25話「黄門様を叱った娘 -鶴岡-」（1986年10月13日） - おはなの父親
- 千葉周作 剣道まっしぐら 第7話「北斗をめざせ！」（1970年、TBS）- 番頭
- 遠山の金さん捕物帳（NET / 東映）
  - 第13話「白州で殺された男」（1970年10月4日）-寺島綺堂
  - 第59話「次郎長を振った女」（1971年8月22日）-高麗屋孫兵衛
  - 第86話「代貸に惚れた女」（1972年2月27日）-仁兵衛
  - 第99話「狩られた女」（1972年5月28日）-信濃屋寛蔵
  - 第110話「あの世から招く女」（1972年8月13日）-加賀屋善右衛門
  - 第123話「大安吉日に裁かれた女」（1972年11月12日）
  - 第148話「殺しを引受けた女」（1973年5月6日）-甲州屋
- ご存知遠山の金さん（NET / 東映）
  - 第1話「闇夜に烏が二羽飛んだ」（1973年10月7日）
- ご存じ金さん捕物帳（NET / 東映）
  - 第7話「花嫁姿を冥途で見た」（1974年11月10日）
- 遠山の金さん 杉良太郎版 第1シリーズ（NET/東映）
  - 第1シリーズ
    - 第17話「裏入学をあばけ!!」（1976年）
    - 第30話「暗闇の銃声を消せ!!」（1976年）
    - 第59話「友情」（1976年）
    - 第69話「お白州に小判の雨が降る!」（1977年）-下男 五兵衛

  - 第2シリーズ 第24話「死を商う男」（1979年）
- 遠山の金さん (高橋英樹) 第59話「潜入! 魔のめじろ御殿の女」（1983年、テレビ朝日））
- 必殺シリーズ
  - 必殺仕掛人
    - 第13話「汚れた二人の顔役」（1972年11月25日）-唐津屋伝兵衛
    - 第29話「罠に仕掛ける」（1973年、ABC / 松竹） - 伊兵衛

  - 必殺仕置人
    - 第19話「罪も憎んで人憎む」（1973年8月25日）-常吉

  - 助け人走る
    - 第26話「凶運大見料」（1974年） - 喜助
    - 第32話「偽善大往生」（1974年5月25日）-世話役

  - 暗闇仕留人
    - 第4話「仕留て候」（1974年） - 紀州屋
    - 第23話「晴らして候」（1974年） - 与力 原

  - 必殺必中仕事屋稼業
    - 第13話「度胸で勝負」（1975年） - 旦那
    - 第23話「取込まれて勝負」（1975年）- 易者

  - 必殺仕業人
    - 第1話「あんた この世をどう思う」（1976年1月16日）-平左右ヱ門
    - 第14話「あんた この勝負をどう思う」（1976年4月16日）-清兵衛

  - 必殺からくり人
    - 第2話「津軽じょんがらに涙をどうぞ」（1976年） - 鍵屋
    - 第7話「佐渡からお中元をどうぞ」（1976年） - 藩主 北沢
    - 第13話「終りに殺陣をどうぞ」（1976年10月22日）

  - 必殺からくり人・血風編
    - 第5話「死へ走る兄弟の紅い情念」（1976年） - 神官
    - 第10話「とらぬ狸の紅い舌」（1977年） - 住職

  - 新・必殺仕置人
    - 第19話「元締無用」（1977年） - 医者順庵
    - 第34話「軍配無用」（1977年） - 神主

  - 新 必殺からくり人
    - 第11話「東海道五十三次殺し旅 庄野」(1978年1月27日） - 嘉平

  - 必殺からくり人・富嶽百景殺し旅
    - 第6話「下目黒」(1978年9月29日） - 神主

  - 必殺商売人 第5話「空桶で唄う女の怨みうた」（1978年） - 商家主人
  - 第15話「証人に迫る脅しの証言無用」（1978年）-旦那
  - 翔べ! 必殺うらごろし 第15話「馬が喋べった! あんた信じるか」（1979年） - 庄左ヱ門
  - 必殺仕事人
    - 第9話「蛍火は地獄への案内か?」（1979年7月13日）- 老主人
    - 第20話「この世の地獄は何処にあるのか?」（1979年） - 源右ヱ門
    - 第62話「恨み技悲愁稲妻刺し」（1980年8月15日）- 捨吉

  - 新・必殺仕事人
    - 第54話「主水 入学祝する」（1982年6月18日）- 備前屋
- 大岡越前（TBS / C.A.L）
  - 第4部 第5話「艶ぼくろの女」（1974年11月4日）- 清造
  - 第5部
    - 第15話「天下御免の偽名医」（1978年5月15日）-越前屋
    - 第22話「父娘の絆」（1978年7月3日）- 大津屋佐兵ヱ

  - 第6部
    - 第2話「辻斬り三葉葵」（1982年3月15日）-宝屋伝兵衛
    - 第7話「勇気ある証言」（1982年4月19日）-差配の老人

  - 第7部
    - 第4話「義賊あざみ小僧」（1983年5月16日）-越後屋五左衛門
    - 第6話「見えない目撃者」（1983年5月30日）-庄兵衛
    - 第18話「女が墜ちた焦熱地獄」（1983年8月22日）-主人

  - 第8部
    - 第2話「幽霊駕籠の仇討ち」（1984年7月23日）-卯兵衛
- 江戸を斬る（TBS / C.A.L）
  - 江戸を斬る 梓右近隠密帳第4話「忠弥 槍の別れ」（1973年10月15日）-武蔵屋
  - 江戸を斬るII
    - 第4話「人質を奪回せよ」（1975年12月1日）-牧宗伯
    - 第27話「天保の夜明」（1976年5月17日）-堀大和守

  - 江戸を斬るIII
    - 第3話「金四郎の縁談」（1977年1月13日）-漁師
    - 第21話「狙われた女」（1977年6月6日）- 伊豆屋

  - 江戸を斬るV
    - 第1話「江戸を斬る」（1980年2月18日）

  - 江戸を斬るVI
    - 第19話「我が子を捕えた御用旅」（1981年6月22日）-相模屋利兵衛
    - 第20話「お京が陥ちた阿片地獄」（1981年6月29日）-琴の師匠

  - 江戸を斬るVII
    - 第20話「悲願叶えた遠山桜」（1987年6月8日）
- 桃太郎侍 （1976-1981年、日本テレビ）
  - 第7話「つばめの詩」- 吉辺妥女
  - 第46話「酔いどれ芸者の涙唄」
  - 第62話「孤児（みなしご）を食った鬼」- 山城屋
  - 第74話「フグの毒より怖い罠」
  - 第119話「女宿無し恋の雨」- 浅田藩家老
  - 第125話「福の神だと云う女」 - 越後屋総兵衛
  - 第144話「幇間涙あり!」 - 藤兵衛
  - 第190話「はぐれ女のいのち花」- 越前屋
  - 第202話「大江戸翔んでる女たち」 - 近海屋佐兵衛
  - 第226話「エレキを食った鬼二匹」 - 堺屋
- 吉宗評判記 暴れん坊将軍（ANB / 東映）
  - 第3話「命を的の一番纏」（1979年1月21日）- 吉辺妥女
  - 第19話「纏持の詩」（1979年5月20日）- 戸田儀左衛門
  - 第106話「将軍はんて何んどすえ?」（1980年4月5日）- 水戸中納言